# عبد الرحمن (ملاكم باكستاني)
عبد الرحمن مواليد 14 أبريل 1938، هو ملاكم باكستاني محترف. شارك في دورة الألعاب الأولمبية الصيفية عام 1964.

## روابط خارجية
- عبد الرحمن على موقع أوليمبيديا (الإنجليزية)